# Марихуана (партия)
«Марихуа́на» (англ. Marijuana Party) — канадская федеральная политическая партия, целью которой является снятие запрета на вывоз, ввоз, производство отдельных товаров и изменение соответствующей политической системы. В избирательных списках фигурирует как «Радикальная марихуана» (Radical Marijuana).

## История
Партия «Марихуана» была создана активистами «Блок Пот» — квебекской политической партии, выступающей за поддержку индийской конопли, — после двух всеканадских турне.
Для того, чтобы быть признанной в качестве официальной партии, Марихуана выдвинула на всеобщие выборы 2000 года 73 кандидата. На выборах 2006 года выставляла кандидатов в 23 избирательных округах, причём в Нунавуте за неё было подано 7,88% голосов.
На сайте партии её программа сформулирована в двух фразах: «Легализовать марихуану. И легализовать революцию».

## Главы партии
- Марк-Борис Сен-Морис (2000—2004)
- Блэр Лонгли (с 2004)